# Phaea juanitae
Phaea juanitae är en skalbaggsart som beskrevs av Chemsak och Linsley 1988. Phaea juanitae ingår i släktet Phaea och familjen långhorningar. Inga underarter finns listade i Catalogue of Life.